# Hiéroglyphe égyptien O21
Pour les articles homonymes, voir Chapelle (homonymie).

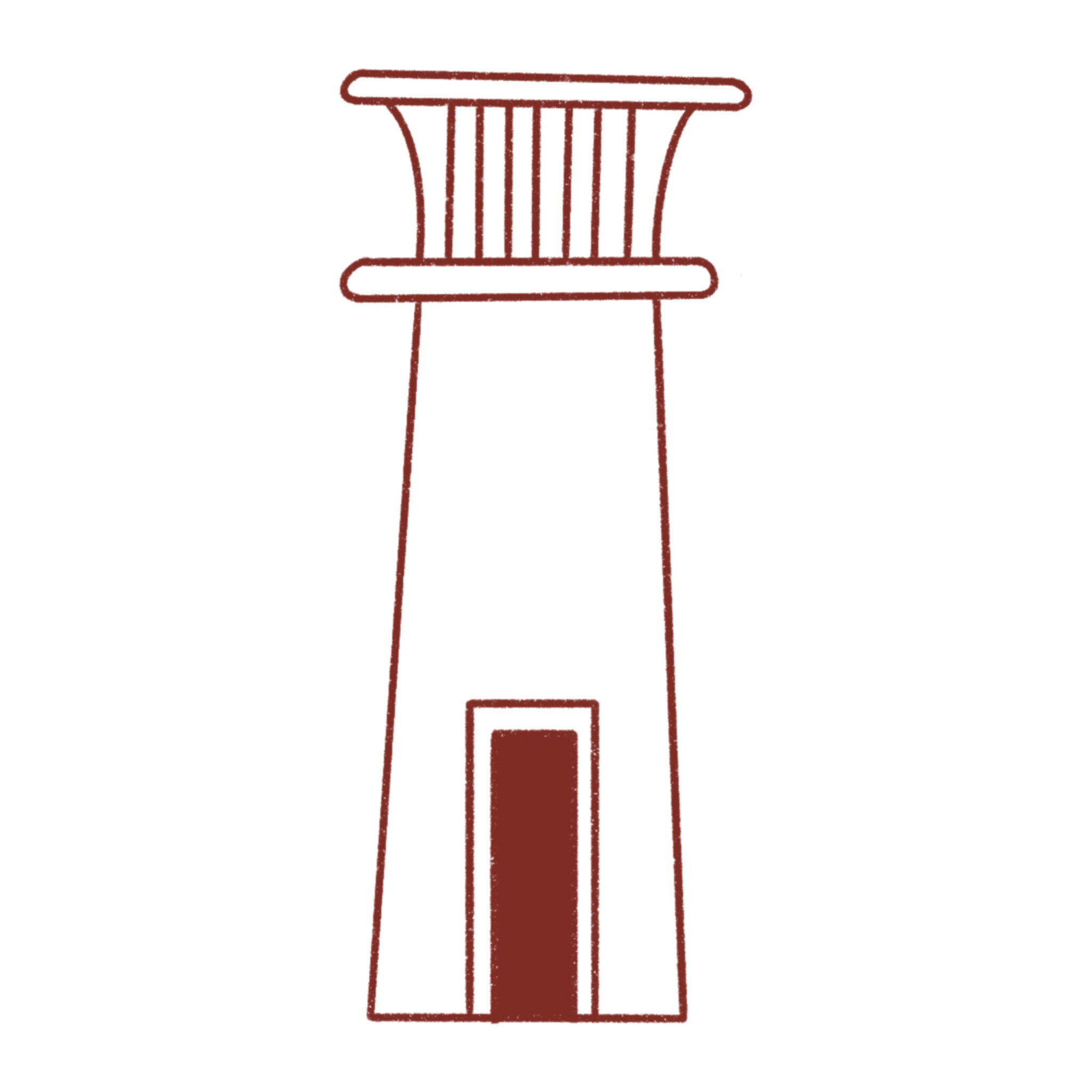
Version hiéroglyphique

La chapelle, en hiéroglyphes égyptiens, est classifiée dans la section O « Bâtiments, parties de bâtiments etc. » de la liste de Gardiner ; cet hiéroglyphe y est noté O21.

## Représentation
Il représente une chapelle ou un pavillon. Georg Möller dans sa Hieratische Paläographie ne lui attribut pas d'équivalent hiératique. Il est translittéré sḥ < zḥ.

## Utilisation
| s | H | O22 |

| s | H | O22 |

| R8 | O21 | / | R8 | z · H | O21 |

| R8 | O21 | / | R8 | z · H | O21 |

étaient effectués) ».